# Бандырма (корабль)

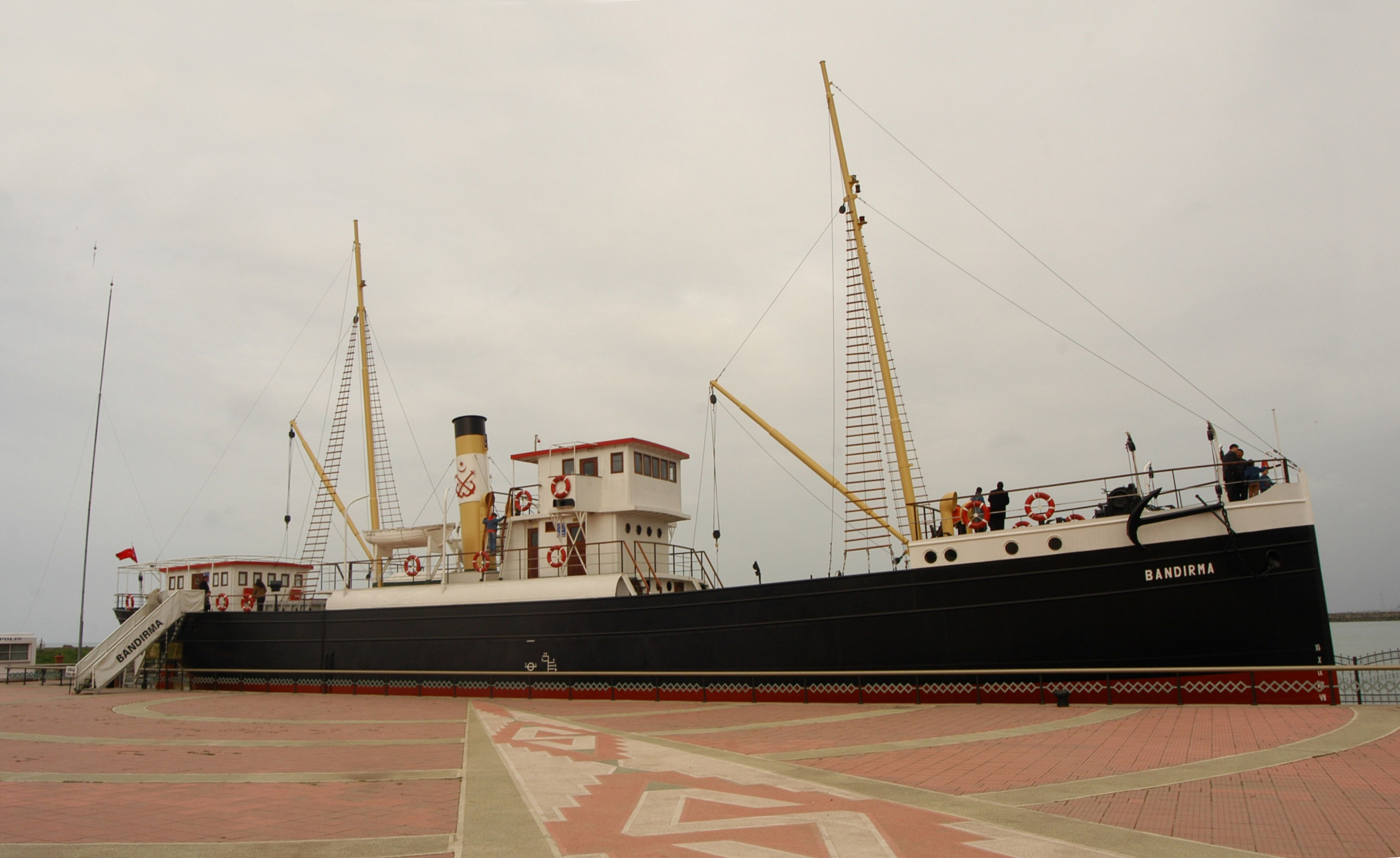
Корабль-музей Бандырма

Бандырма (туркм. Bandırma Vapuru) — корабль-музей, установленный на вечную стоянку в турецком городе Самсун. Был построен в Шотландии в 1878 году, а 1894 году вошел в состав торгового флота Турции. До этого корабль ходил под британским и греческим флагами.
Корабль прославился благодаря тому, что в 1919 году доставил Ататюрка в Самсун. Высадка Ататюрка в Самсуне стала началом турецкой революции. В 1924 году корабль был списан, а в 1925 году сдан на слом.
В связи с важной ролью корабля для турецкой истории власти Самсуна приняли решение построить корабль заново. В 2000—2001 годах была построена копия исторического судна, а с 2003 года Бандырма функционирует как музей.